# Alison Arngrim
Alison Arngrim, född 18 januari 1962 i New York i New York, är en amerikansk skådespelare och författare. Arngrim är främst känd för rollen som Nellie Olsen i TV-serien Lilla huset på prärien.
2010 skrev Arngrim boken Confessions of a Prairie Bitch: How I Survived Nellie Oleson and Learned to Love Being Hated om sin tid som barnstjärna.
Arngrim var nummer 96 bland VH1:s 100 största barnstjärnor (100 Greatest Kid Stars).

## Filmografi[5]

### Film
| År   | Titel                                                     | Roll               | Övrigt   |
| ---- | --------------------------------------------------------- | ------------------ | -------- |
| 1974 | Throw Out the Anchor!                                     | Stevie             |          |
| 1983 | I Married Wyatt Earp                                      | Amy                | TV-film  |
| 1986 | Video Valentino                                           | Trixie             | Kortfilm |
| 2000 | For the Love of May                                       | Jude               | Kortfilm |
| 2002 | The Last Place on Earth                                   | Party Toast        |          |
| 2007 | Le deal                                                   | Edith              |          |
| 2009 | Make the Yuletide Gay: Outtakes                           | Heather Mancuso    | Kortfilm |
| 2009 | Make the Yuletide Gay                                     | Heather Mancuso    |          |
| 2009 | The Bilderberg Club: Meet the Shadow One World Government | Dr. Samantha Klein | Kortfilm |
| 2012 | Livin' the Dream                                          | Debbie Sweat       | Kortfilm |
| 2015 | CPR Talent Agency                                         | Alison Arngrim     | TV-film  |
| 2015 | Life Interrupted                                          | Ally Hughes        | TV-film  |

### TV
| År          | Titel                  | Roll                                 | Övrigt      |
| ----------- | ---------------------- | ------------------------------------ | ----------- |
| 1981        | Fantasy Island         | Lisa Blake                           | 1 avsnitt   |
| 1981        | The Love Boat          | Becky Daniels                        | 1 avsnitt   |
| 1974 - 1982 | Lilla huset på prärien | Nellie Oleson / Nellie Oleson Dalton | 104 avsnitt |
| 2015        | The Comeback Kids      | Alison Arngrim                       | 1 avsnitt   |